# Yogo-Saphir
Koordinaten: 46° 50′ 45″ N, 110° 18′ 38″ W

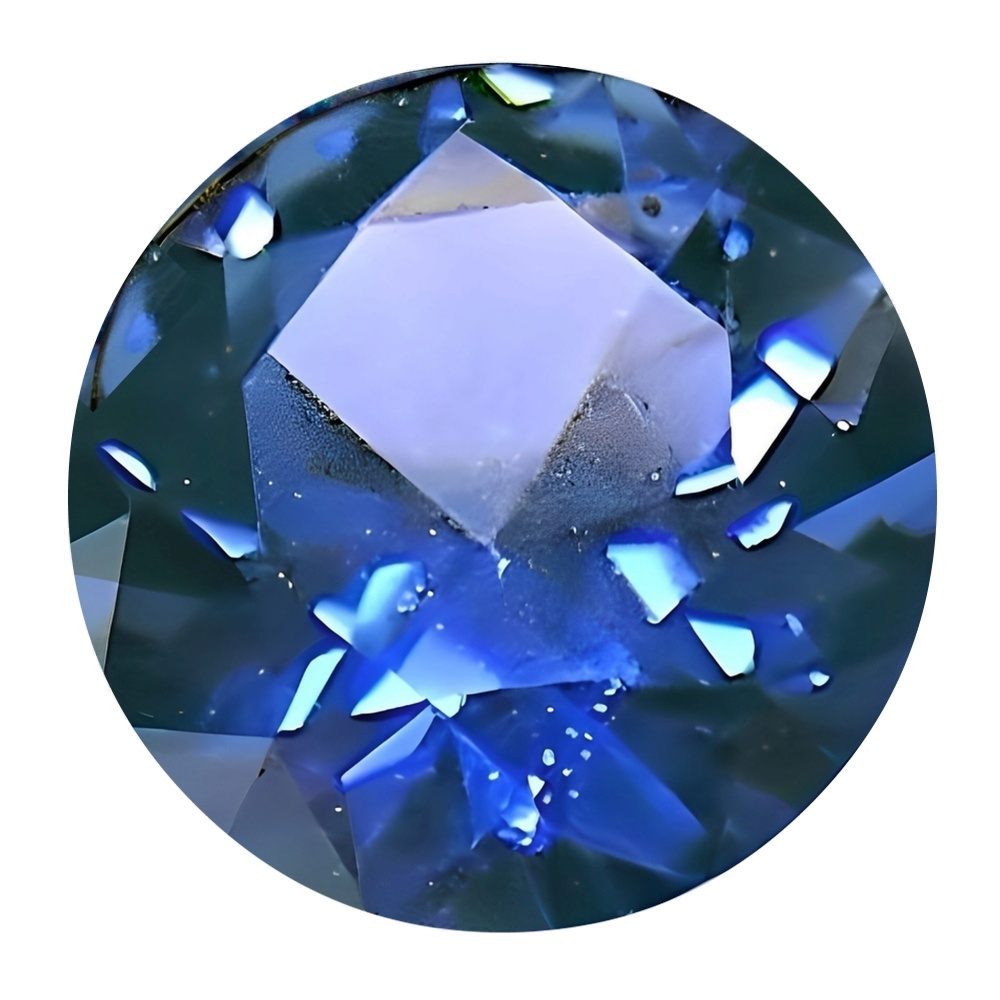
Yogo sapphire, 0,65 Karat, AAA-Qualität

Yogo sapphires (kurz Yogos) sind Saphire aus der Schlucht Yogo Gulch in Montana. Die Schlucht liegt in den Little Belt Mountains in den Rocky Mountains, im Judith Basin County. Das Land gehörte früher den Piegan (Blackfeet).
Saphire sind Varietäten des Minerals Korund. Die meisten Yogos haben die für Saphire erwünschte tiefblaue Farbe, die sie ihrer geologischen Entstehung verdanken. Nach Einschätzung vieler Gemmologen, die diese Farbe assoziativ als „Kornblumenblau“ („cornflower blue“) bezeichnen, gehören sie zu den hochwertigsten Saphiren der Welt. Sie zeichnen sich durch gleichmäßige Transparenz aus und glänzen auch bei künstlichem Licht.
Da die Saphire im Yogo Gulch in einem vertikal geneigten magmatischen Dyke vorkommen, war ihr Abbau sporadisch und selten profitabel. Es wird geschätzt, dass noch mindestens 28 Millionen Karat (5,6 t) Yogos im Boden zu finden sind. Schmuckstücke, die Yogos enthalten, wurden den First Ladies Florence Harding und Bess Truman geschenkt. Etliche Yogo sapphires sind Teil der Sammlungen der Smithsonian Institution.

## Lage
Die Saphire werden in Montana im Yogo Gulch abgebaut, das zur Zeit der Entdeckung in Fergus County lag, doch seit 1920 durch eine Verschiebung der County-Grenzen zum neuen Judith Basin County gehört.
Yogo Gulch und die Umgebung, Yogo Peak, Yogo Creek und Yogo Dyke liegen in den Little Belt Mountains.

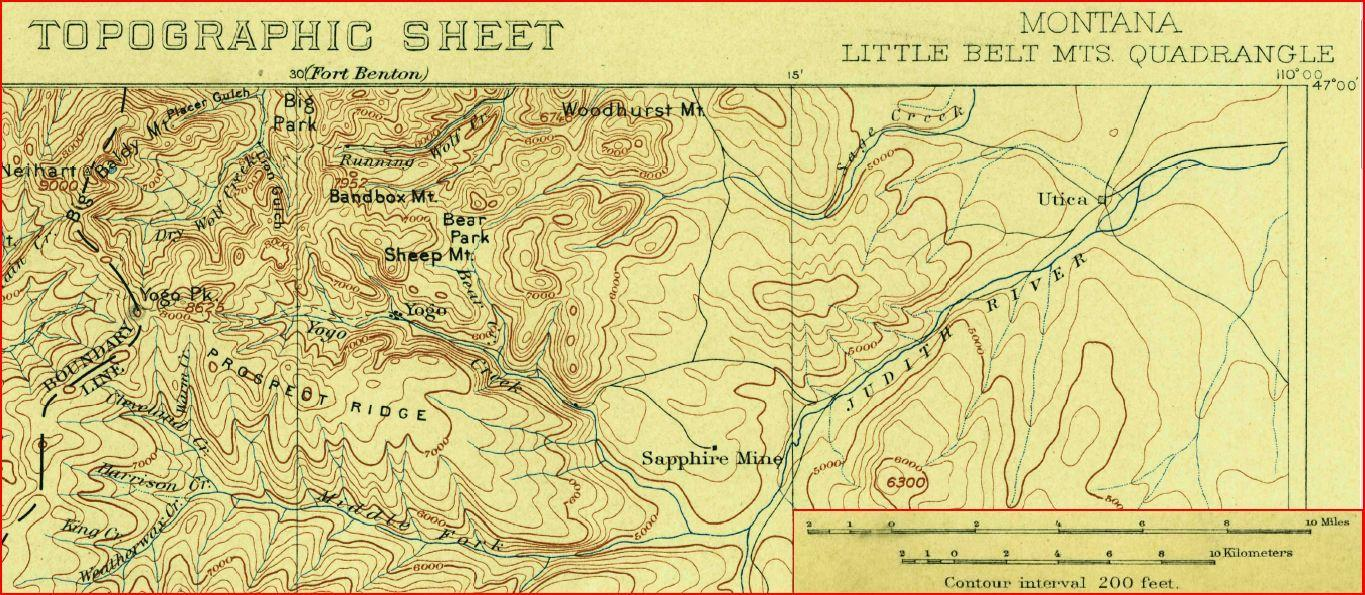
Topographische Karte der Minenregion in den Little Belt Mountains (Sapphire Mine unten Mitte; United States Geological Survey, 1902)

## Etymologie
Die Bedeutung des Wortes Yogo ist unklar. Da Yogo Gulch in einem Gebiet liegt, das von den Piegan Blackfeet bewohnt wurde, behaupteten Händler, dass das Wort „Yogo“ in deren Sprache „Liebe“ oder „blauer Himmel“ bedeute, obwohl es dafür wenig Anhaltspunkte gibt. In modernen Wörterbüchern der Sprachen der Blackfeet gibt es kein Wort, das „Yogo“ ähnelt in einer Bedeutung, wie sie von den Händlern genannt wird. Das Wort für Liebeswerbung ist „isawaanopaat“, das Wort für die Farbe Blau ist „ótssko“, und das Wort für „himmelwärts“ ist „sspóóhtsi“. Weitere Bedeutungen des Wortes „Yogo“ wurde vorgeschlagen, darunter „Unerlaubte Entfernung“. Die Wortbedeutung war bereits verloren, als Seifengold 1878 im Yogo Creek gefunden wurde.

## Mineralogie

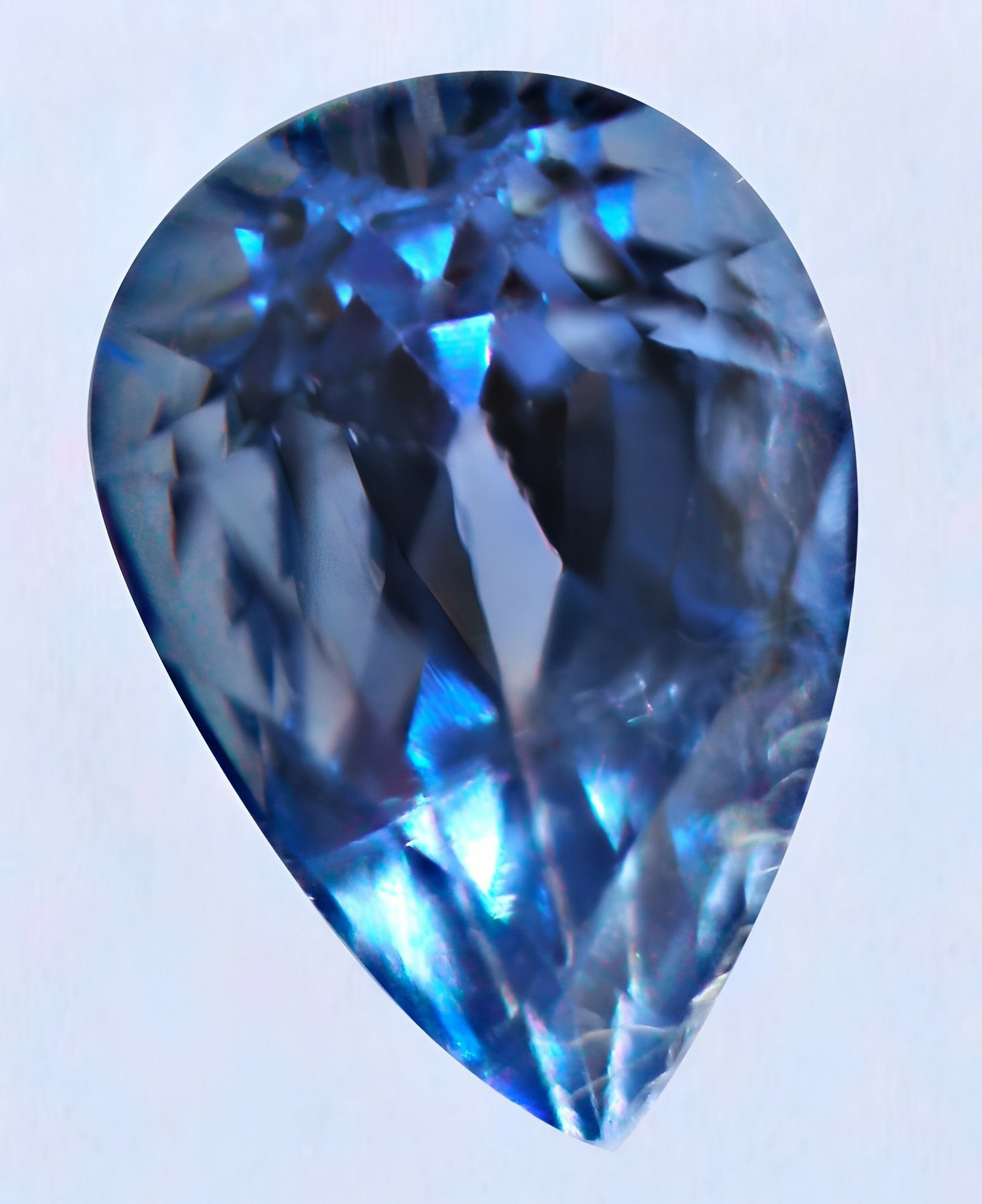
Yogo sapphire, 0,43 Karat, Birnenschliff

Saphire sind eine farbige Varietät von Korund, einer kristallinen Form von Aluminiumoxid, das zu den härtesten Mineralien gehört. Korund ist mit einer Mohshärte von 9 nach dem Diamanten das zweithärteste Mineral und damit ein Referenzmineral auf der Mohs'schen Härteskala. Korund in den meisten Farben wird als Saphir bezeichnet, nur roter Korund heißt Rubin. Die Bezeichnung „Yogo sapphire“ bezieht sich ausschließlich auf Saphire aus dem Yogo Gulch.
Die blaue Farbe der Yogos geht auf Spuren von Eisen und Titan zurück. Yogos sind fast immer blau, ungefähr zwei Prozent der Yogos sind „purple“ (purpurfarben), bedingt durch Spuren von Chrom. Einzigartige Eigenschaften dieser Saphire sind, dass sie von Hohlräumen und Einschlüssen frei und gleichmäßig klar sind. Sie benötigen keine Hitzebehandlung, die bei anderen Saphiren häufig angewandt wird, um die erwünschte blaue Farbe zu erreichen.

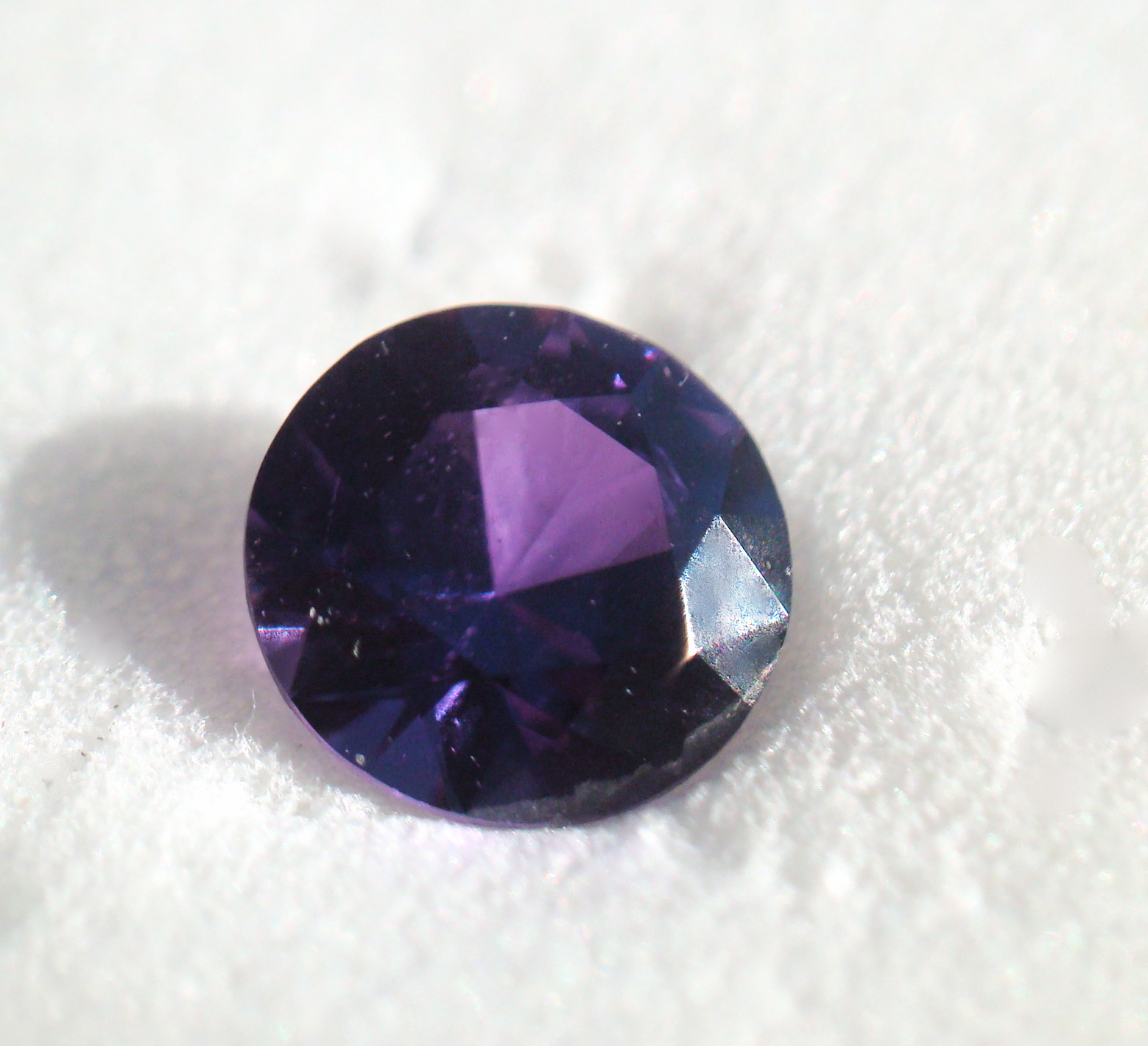
Purpurfarbener Yogo sapphire, 0,37 Karat, Brillantschliff

Ihre besonderen Eigenschaften verdanken sie ihrer geologischen Geschichte. Die meisten Saphire entstanden bei geringem Druck und mäßiger Temperatur in geologisch kurzer Zeit und zeigen daher Unregelmäßigkeiten und ungleichmäßige Farbe. Yogos kristallisierten dagegen unter sehr hoher Temperatur und hohem Druck in geologisch langer Zeit. Da Yogos als Mineralien in magmatischem Gestein vorkommen und nicht, wie die meisten anderen Saphire, in Alluvialboden, erhalten sie eine vollkommene oder fast vollkommene Kristallstruktur ohne Einschlüsse oder Farbschichten. Sie zeigen an der Basis ein Muster von Dreiecken mit dünnen rhomboedrischen Facetten, die in anderen Saphiren aus Montana fehlen.
Der United States Geological Survey und viele Fachleute bewerten Yogos als “among the worlds finest sapphires” (unter den hochwertigsten Saphiren der Welt). Die Rohlinge sind meist klein und flach, daher sind Steine von mehr als 2 Karat selten. Ungefähr 10 % der geschliffenen Steine sind mehr als 1 Karat. Der größte Rohling, der 1910 gefunden wurde, hatte 19 Karat und wurde zu einem 8-Karat-Stein verarbeitet. Der größte geschliffene Yogo hat 10,2 Karat.

## Geologie
Der Yogo Dyke, der die Saphire enthält, besteht aus dunkelgrauem bis grünem Intrusivgestein, das als Lamprophyr bekannt ist. Lamprophyr ist ein ungewöhnliches magmatisches Gestein, das einen niedrigen Anteil von Quarz aufweist. Das Gestein hat eine unregelmäßige porphyrische Struktur, in der große Kristalle von Pyroxenen und Phlogopit in eine feinkörnige Matrix eingebaut sind. Die Phlogopit-Kristalle wurden herangezogen, um das Alter des Dyke und seine Kristallisationstemperatur von 900 °C zu bestimmen. Der Dyke enthält auch Einschlüsse anderer Gesteinsarten, darunter Sandstein, klastische Sedimente und Gneis. An einigen Stellen erscheint der Dyke wegen einer Menge von Einschlüssen als eine Brekzie von Sandstein in einer magmatischen Matrix. Ein Gneisfragment als Einschluss enthält Korund. Die Saphire sind ihrerseits umgeben von einer Schicht von Spinell, ihre Oberfläche ist angeätzt, genarbt und gerundet (etched, pitted, and rounded), was darauf hinweist, dass sie sich nicht in chemischem Gleichgewicht mit dem umgebenden Lamprophyr-Magma befanden. Daraus kann geschlossen werden, dass die Saphirkristalle in einem früheren Gestein entstanden, zum Beispiel im Gneis, der später vom Lamprophyr-Magma in der Tiefe „assimiliert“ wurde. Frühere Forscher hatten angenommen, dass der Saphir aus dem Magma kristallisierte durch einen notwendig hohen Aluminium-Anteil, der durch die Assimilierung von „Shale“ aus dem Proterozoikum in der Belt Supergroup ermöglicht wurde. Diese Sedimente kommen in der Region in der Tiefe vor.
Der Yogo Dyke ist ein schmaler subvertikal liegender Streifen aus magmatischem Gestein. Seine Mächtigkeit schwankt zwischen 0,61 und 7,9 m und erstreckt sich über 8 km. Der Dyke ist in drei Segmente gebrochen und wird auf 46,8 Millionen Jahre datiert nach der Argon-Datierung des Phlogopit. Der Dyke ist umschlossen von Sandstein des Mississippium, der 325 bis 360 Millionen Jahre alt ist, und anderen Sedimentgesteinen der Madison Group und Big Snowy Group.

## Abbau

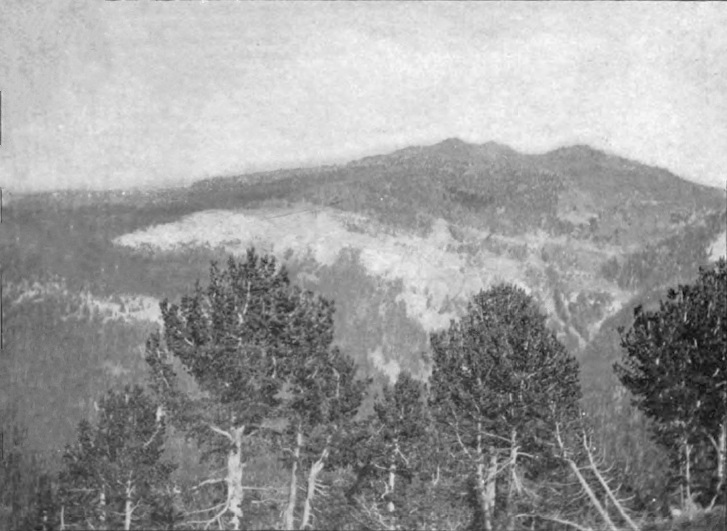
Yogo Peak, von Belt Creek Divide gesehen, ca. 1900

Am Yogo Creek wurde 1866 Gold gefunden. Goldsucher fanden blaue Steine ab 1878 im Flussbett unterhalb des Yogo Dyke, doch wurden die „blue pebbles“ (blaue Kiesel) erst 1894 als Saphire erkannt. Es wurde entdeckt, dass sie aus dem Gestein flussaufwärts stammten. Der Abbau der Saphire begann 1895, als ein Rancher namens Jake Hoover eine Zigarrenkiste von Steinen zu einem Schätzer sandte, der sie an Tiffany & Co. in New York weitergab. Dort bewertete sie Dr. George Frederick Kunz, der führende amerikanische Gemmologe seiner Zeit, als „the finest precious gemstones ever found in the United States“ (die erlesensten Edelsteine, die je in den Vereinigten Staaten gefunden wurden). Hoover kaufte daraufhin die Hauptader von einem Schäfer und verkaufte sie später an andere Investoren. Daraus entwickelte sich die von 1899 bis 1920 sehr profitable „English Mine“ (Englische Mine). Ein weiteres Unternehmen, die „American Mine“ (Amerikanische Mine) im westlichen Abschnitt des Yogo Dyke, gehörte nacheinander einer Reihe von Investoren, doch sie war weniger profitabel und wurde von den Eigentümern der Englischen Mine aufgekauft. 1984 begann der Abbau in einem dritten Abschnitt, der Vortex Mine.
Da sich die meisten Yogos in magmatischem Gestein befinden und nicht in alluvialer Seife, ist ihr Abbau schwierig. Hohe amerikanische Löhne verteuern den Abbau zusätzlich. Es wird geschätzt, dass noch mindestens 28 Millionen Karat (5,6 t) Yogos im Boden zu finden sind. Der Yogo Dyke ist der einzige magmatische Fels, aus dem Saphire abgebaut werden.

## Besondere Schmuckstücke
Etliche Yogo sapphires werden in der Smithsonian Institution, Washington, D.C., aufbewahrt. Die früheste Übergabe ist im Jahresbericht des Museums für den 30. Juni 1899 verzeichnet, als L. T. Chamberlain der Isaac Lea Edelstein- und Mineraliensammlung zwei geschliffene Yogos und 21 andere Saphire vermachte. Ein Rekordhalter, ein 10,2 Karat geschliffener Yogo, gehört ebenfalls dem Smithsonian.

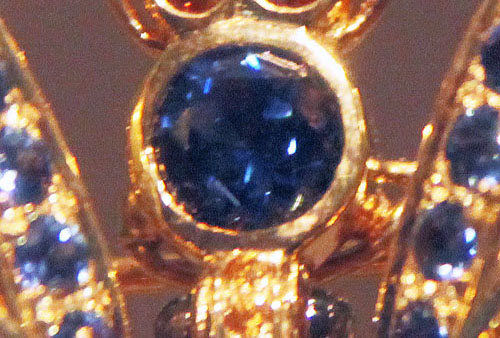
Großer Yogo sapphire als Kopf des Conchita Sapphire Butterfly (2007; derzeit Smithsonian Institution)

2006 vermachte der Gemmologe Robert Kane von Fine Gems International in Helena, das die weltweit größte Auswahl an Saphiren aus Montana bietet, 333 Saphire von insgesamt 27,07 Karat an die Edelstein- und Mineraliensammlung des National Museum of Natural History, zusammen mit 98,48 g 18-Karat-Gelbgold für die Herstellung eines Schmuckstücks.
Ein Vertreter des Smithsonian beauftragte Paula Crevoshay, eine Goldschmiedin aus Albuquerque, New Mexico, aus diesen Steinen ein Schmuckstück zu schaffen. Crevoshay wählte ein Schmetterlingsmotiv, um der Schönheit der Natur Amerikas zu entsprechen, die Liebe ihrer Mutter zu Schmetterlingen zu ehren und die Farbenvielfalt der Saphire aus Montana herauszustellen. Sie nannte die Brosche nach ihrer Mutter Conchita, bekannt als Sapphire Butterfly Brooch (Saphir-Schmetterlings-Brosche), Conchita Sapphire Butterfly oder Montana Butterfly Brooch. Die meisten Steine stammen aus dem Rock Creek, der größte ist jedoch ein blauer Yogo als Kopf des Schmetterlings. Andere Saphire sind gelb, purpur, rosa und orange. Crevoshay erstellte die Brosche 2007 und stellte sie zusammen mit Kane dem Kurator des Smithsonian, Jeffrey Post, am 7. Mai 2007 vor.

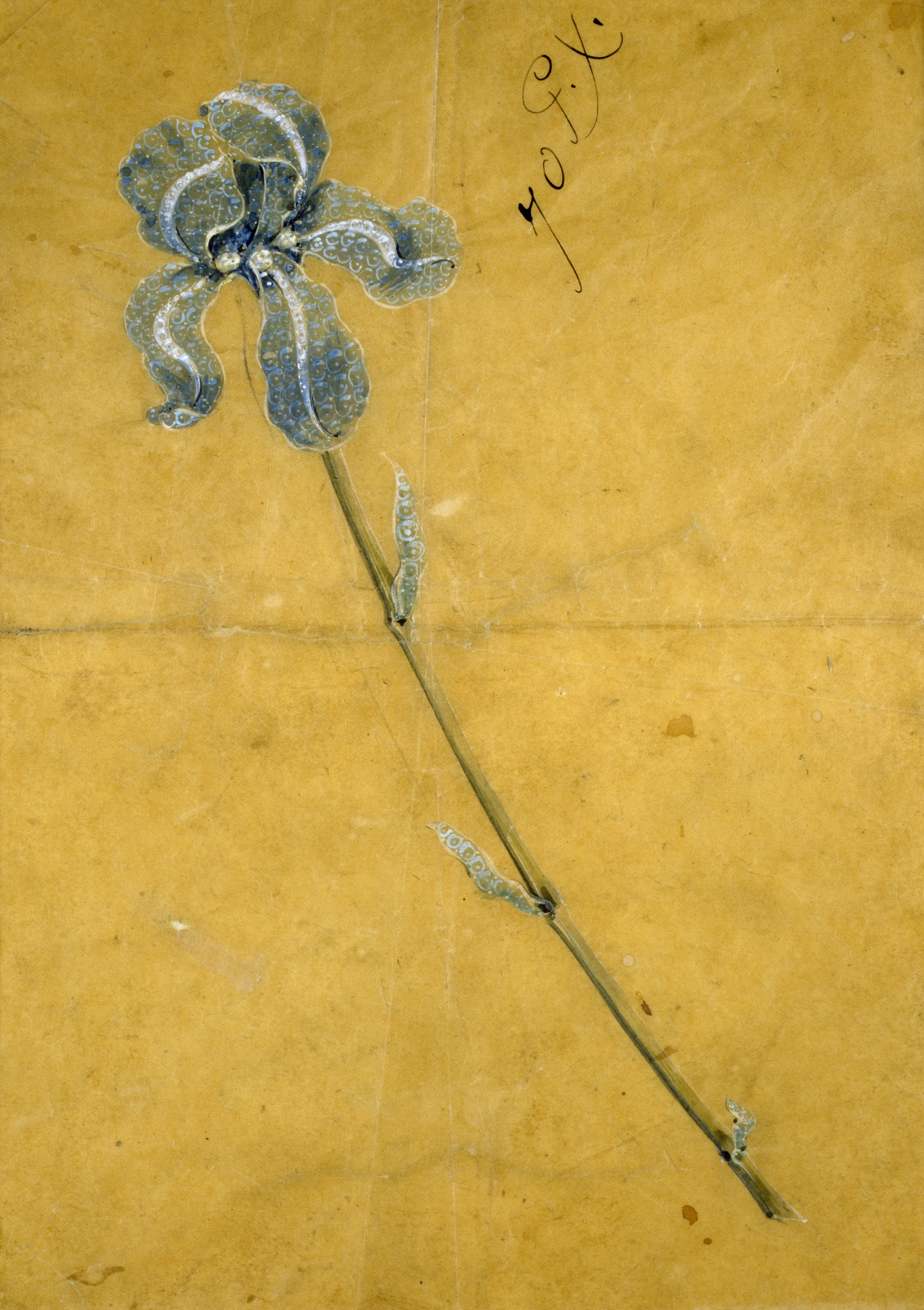
Entwurf für die Tiffany Iris Brooch

Paulding Farnham (1859–1927) von Tiffany & Co. verwendete Yogos in einigen Schmuckstücken, die er für die Weltausstellung 1900 in Paris entwarf, wo Yogo sapphires unter allen präsentierten Steinen eine Silbermedaille für Farbe und Glanz erhielten. Auf der Louisiana Purchase Exposition 1904 in St. Louis, Missouri erhielten ungeschliffene Yogo sapphires die Bronzemedaille.

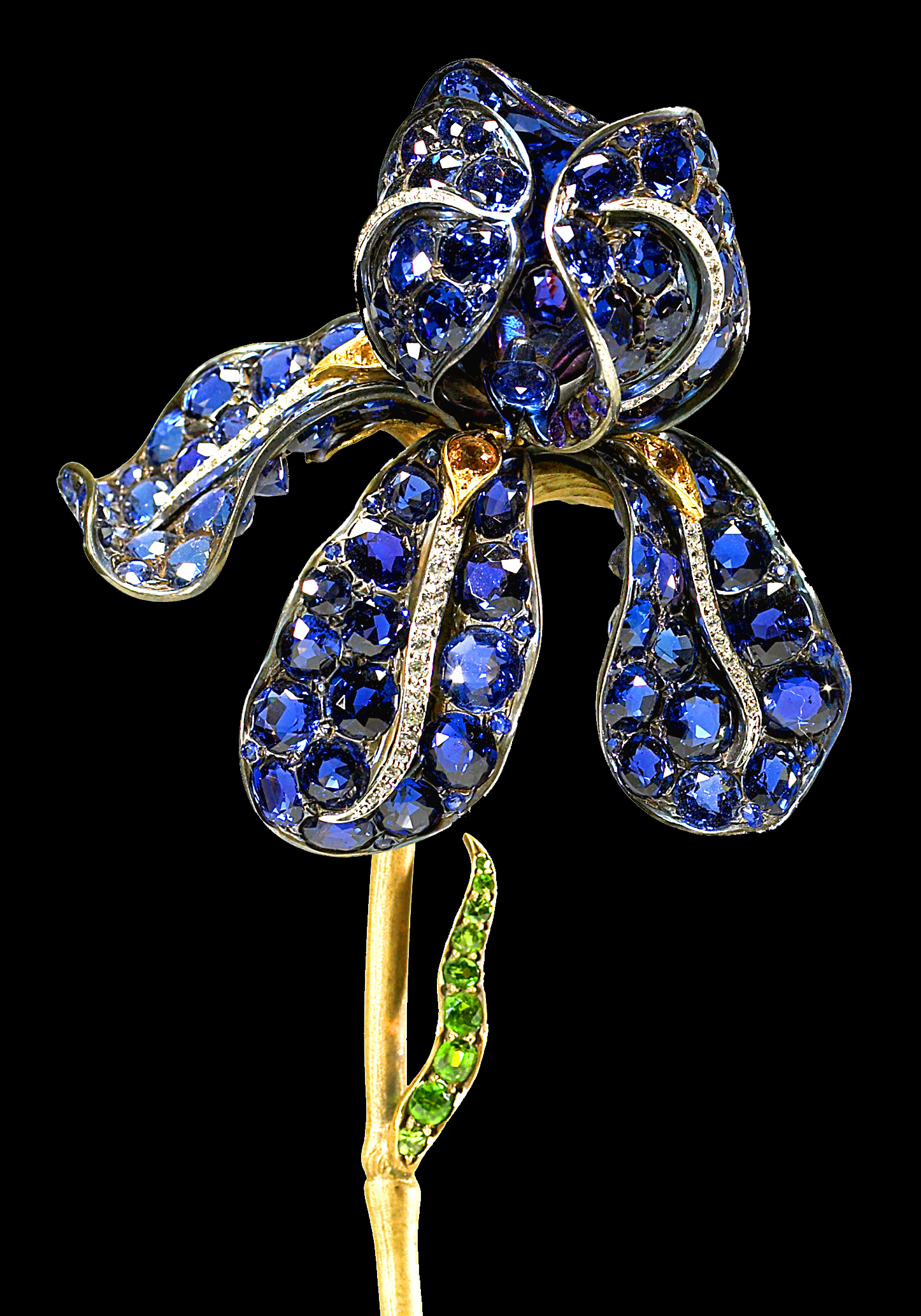
Tiffany Iris Brooch

Für die Weltausstellung kreierte Farnham auch eine Brosche in Form einer Iris in natürlicher Größe, der Tiffany Iris Brooch, für die er 120 Yogo sapphires verwendete und die er am 17. März 1900 für $6,906.84 verkaufte. 1923 wurde der First Lady Florence Harding ein Ring aus Montana übergeben, der aus Yogo sapphires und Gold aus Montana gestaltet war. 1952 übergab Charles Gadsden, der Verantwortliche der English Mine, geschliffene Yogos an Präsident Harry Truman, dessen Ehefrau Bess und deren Tochter Margaret.
Da der Abbau von Yogos teilweise von britischen Firmen betrieben wurde, wurden viele Yogos in Europa verkauft. Yogos mögen sich in den 1910er Jahren in persönlichen Sammlungen einiger Mitglieder des englischen Königshauses befunden haben, doch Behauptungen, dass Yogos Teil der englischen Kronjuwelen sind, können weder belegt noch widerlegt werden.

## Saphire aus Montana

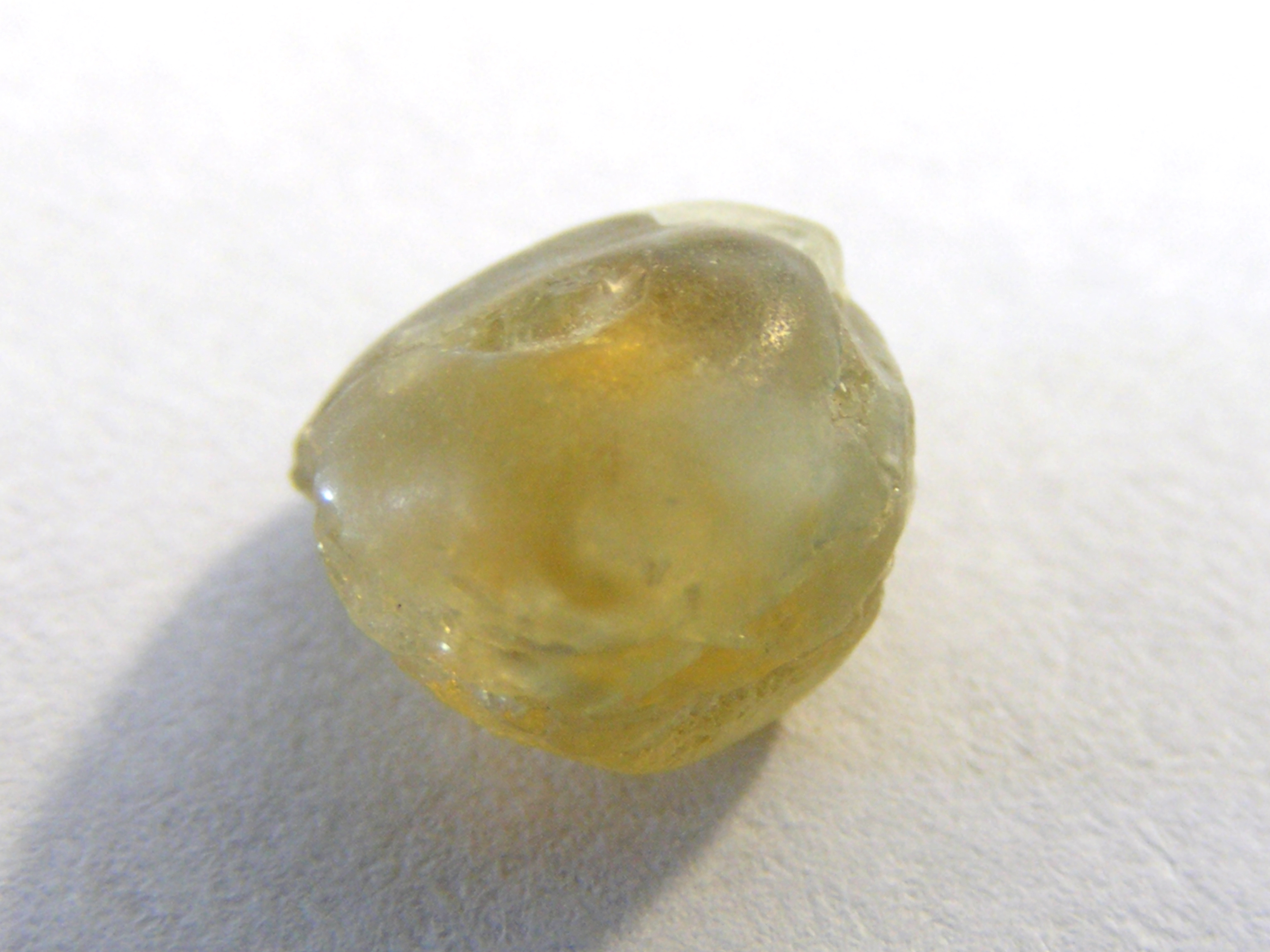
Gelber Saphir-Rohling aus der Spokane Sapphire Mine bei Helena, Montana

Die Bezeichnung Yogo sapphire wird für Saphire verwendet, die aus dem Yogo Gulch stammen, während die allgemeinere Bezeichnung Montana sapphire (Saphir aus Montana) Saphire benennt, die in Montana an anderen Stellen gefunden werden. Sie kommen in vielen Farben vor, aber Yogos sind fast immer blau. Im Yogo Gulch wurden nur einige wenige Rubine gefunden. In Montana werden mehr Schmucksteine aus Saphir produziert als in jedem anderen Staat der Vereinigten Staaten. 1969 wurden der Saphir und der Achat zu Montanas „state gemstone“ (Staats-Edelstein) erklärt.